# CHDK
CHDK (Canon Hacker’s Development Kit) — резидентная программа для компактных и зеркальных цифровых фотоаппаратов фирмы Canon, базирующихся на процессорах DIGIC, позволяющая значительно увеличить их функциональность и добавляющая недокументированные возможности. Создана сообществом энтузиастов CHDK. Является резидентной программой, но по сложившейся традиции часто называется альтернативной прошивкой.
При использовании CHDK сохраняется полностью базовая функциональность, способ управления и внешний вид меню настроек цифрового фотоаппарата. Дополнительные функции, добавляемые CHDK к основным, настраиваются с помощью альтернативного меню.

## Возможности CHDK
- Съёмка в Raw — это основная функция, ради которой изначально разрабатывалась CHDK. Так как запись происходит в специфический формат, не характерный для Canon, то для последующей обработки необходимо преобразование в формат DNG. Для конвертации существуют программы DNG4PS (сокращение от DNG for PowerShot) и DNG4PS-2[1]. DNG4PS-2 является наследницей DNG4PS, использует её исходные тексты и некоторые файлы. Кроме того, есть возможность сразу записывать снимки в формат DNG, но без входящего в спецификацию DNG lossless-сжатия.
- Отображение заряда батареи — отображается текущий заряд батареи в процентах или вольтах. Для более точного отображения заряда в процентах возможна настройка данной функции, путём указания напряжения полностью заряженного аккумулятора и в разряженном состоянии.
- Отображение фокусного расстояния — отображается фокусное расстояние в мм.
- ГРИП-калькулятор — позволяет определить глубину резко изображаемого пространства.
- Отображение положения зума — отображается текущий цифровой и аналоговый зум. Аналоговый меняется дискретно, цифровой — плавно. Полный зум представляет собой произведение этих двух величин.
- Живая гистограмма — позволяет посмотреть гистограмму будущего снимка в процессе фокусировки фотоаппарата. Возможен вывод канала яркости (L) или трёх каналов цвета (R G B), либо всех четырёх каналов вместе.
- Зебра — в процессе автофокусировки фотоаппарата области, которые получатся на снимке пере- и недоэкспонированными, отмечаются определённым цветом на жидкокристаллическом экране.
- Скрипты — используются языки Lua и uBasic, имеющий простой синтаксис. Использование скриптов позволяет упростить такие операции как серийная съёмка, создание панорам, брекетинг и т. д.
- Изменение степени компрессии при съёмке видео — на данный момент в цифровых фотоаппаратах Canon используется кодек Motion JPG. Использование других кодеков, позволяющих использовать большую компрессию без потери качества, на данный момент не представляется возможным в связи с ограниченной производительностью процессоров DIGIC II и DIGIC III, однако CHDK позволяет изменять битрейт. При активации данной опции битрейт уменьшается в несколько раз.
- Программа для чтения книг на экране фотоаппарата — позволяет отображать содержимое txt файлов на цифровом экране.
- Менеджер файлов — позволяет работать с флеш-памятью как с диском, просматривать её содержимое, удалять файлы и т. д.
- Календарь.
- Игры — на данный момент реализованы 7 игр (в том порядке, в каком они идут в CHDK): змейка, судоку, тетрис, дешифратор, реверси, четыре в ряд и сокобан.
- Фонарик — данная функция работает только для цифровых фотоаппаратов с поворотным экраном. При повороте экрана на 180° происходит его заливка белым цветом максимальной яркости, что позволяет использовать его в качестве фонарика в темноте.
- Укороченные выдержки (вплоть до 1/10000 с), дистанционный спуск — функции, доступные только через скрипты.

### Способы получения прошивок
CHDK для работы требуются адреса различных мест прошивки (кадрового буфера, подпрограммы опроса клавиатуры и т. д.). Чтобы узнать их, нужен дамп прошивки. Для снятия дампов применялись следующие способы:
- модифицированная программа перепрошивки, которая вместо установки новой прошивки записывала имеющуюся на карту памяти. К сожалению, инициализация карты памяти — сложная операция, поэтому дампер удалось написать не под все фотоаппараты;
- «намигивание» прошивки с помощью светодиода подсветки автофокуса. Доступ к этому светодиоду проще, и таким образом удалось взломать, например, S5is.

## Поддерживаемые модели цифровых фотоаппаратов
- Canon PowerShot A495, Firmware: 1.00D, 1.00E, 1.00F
- Canon PowerShot A450, Firmware: 1.00D
- Canon PowerShot A460, Firmware: 1.00D
- Canon PowerShot A470, Firmware: 1.01B/1.02C
- Canon PowerShot A530, Firmware: 1.00A
- Canon PowerShot A550, Firmware: 1.00C
- Canon PowerShot A560, Firmware: 1.00A
- Canon PowerShot A570, Firmware: 1.00E,1.01A
- Canon PowerShot A590, Firmware: 1.00E,1.01B
- Canon PowerShot A610, Firmware: 1.00D (версия CHDK для 1.00E), 1.00E, 1.00F
- Canon PowerShot A620, Firmware: 1.00F (1.00E не поддерживается. Необходимо произвести обновление оригинальной прошивки до версии 1.00F)
- Canon PowerShot A630, Firmware: 1.00C
- Canon PowerShot A640, Firmware: 1.00B
- Canon PowerShot A650 IS, Fw: 1.00D
- Canon PowerShot A700, Firmware: 1.00B
- Canon PowerShot A710 IS, Firmware: 1.00A
- Canon PowerShot A720 IS, Firmware: 1.00C
- Canon PowerShot A800, Firmware: (beta) 1.00C
- Canon PowerShot S2 IS, Firmware: 1.00E, 1.00F, 1.00G, 1.00I (версия CHDK для 1.00G)
- Canon PowerShot S3 IS, Firmware: 1.00A
- Canon PowerShot S5 IS, Firmware: 1.01A, 1.01B
- Canon PowerShot G7, Firmware: 1.00G, 1.00I, 1.00J
- Canon PowerShot G9, Firmware: 1.00D, 1.00F, 1.00G
- Canon PowerShot S2, Firmware: 1.00E, 1.00F, 1.00G, 1.00I
- Canon PowerShot S3 IS, Firmware: 1.00A
- Canon PowerShot S5 IS, Firmware: 1.01A, 1.01B
- Canon PowerShot TX1, Firmware: 1.00G, 1.01B
- Canon Digital IXUS 40 (SD 300), Firmware: 1.00J, 1.00K
- Canon Digital IXUS 50 (SD 400), Firmware: 1.01A, 1.01В
- Canon Digital IXUS 55 (SD 450), Firmware: 1.00B, 1.00C, 1.00D
- Canon Digital IXUS 60 (SD 600), Firmware: 1.00A, 1.00D
- Canon Digital IXUS 65 (SD 630), Firmware: 1.00A
- Canon Digital IXUS 70 (SD 1000), Firmware: 1.00C, 1.01A, 1.01B, 1.02A
- Canon Digital IXUS 700 (SD 500), Firmware: 1.01A, 1.01В
- Canon Digital IXUS 75 (SD 750), Firmware: 1.00B, 1.01A, 1.01B, 1.02A
- Canon Digital IXUS 750 (SD 550), Firmware: 1.00F, 1.00G
- Canon Digital IXUS 80 (SD 1100), Firmware: 1.00C, 1.01A, 1.01B
- Canon Digital IXUS 800 (SD 700), Firmware: 1.00B, 1.01A, 1.01B
- Canon Digital IXUS 850 (SD 800), Firmware: 1.00D, 1.00E
- Canon Digital IXUS 860 (SD 870), Firmware: 1.00C
- Canon Digital IXUS 950 (SD 550), Firmware: 1.00C
- Canon Digital IXUS 960 (SD 950), Firmware: 1.00D
- Canon Digital SX 100 IS , Firmware: 1.01В, 1.01C
- Canon Digital SX 110 IS , Firmware: 1.00В
- Canon Digital SX 120 IS , Firmware: 1.00В
- Canon Powershot SX 150 IS, Firmware: 1.00A (beta)
- Canon Powershot SX 160 IS, Firmware: 1.00A (beta)

Список далеко не полный, и постоянно обновляется (полный список смотрите на сайтах CHDK).